# Christopher Tyng
Ne doit pas être confondu avec Christopher Tin.
Christopher Tyng est un compositeur de musique de film américain né à Brooklyn en 1955.

## Filmographie
- 1992 : Delta Heat
- 1993 : The Criminal Mind (de)
- 1994 : Unveiled
- 1994 : Attack of the 5 Ft. 2 Women (téléfilm)
- 1995 : Shadow Warriors
- 1995 : Take Out the Beast (téléfilm)
- 1995 : Across the Moon
- 1995 : Slave of Dreams (téléfilm)
- 1996 : The Little Death
- 1996 : Crosscut
- 1996 : Kazaam
- 1996 : Far Harbor
- 1997 : Haute Tension ('"High Incident"') (série télévisée)
- 1997 : Desert's Edge (téléfilm)
- 1997 : Bring Me the Head of Mavis Davis
- 1998 : Bad As I Wanna Be: The Dennis Rodman Story (téléfilm)
- 1999 : La Mémoire volée (The Bumblebee Flies Anyway)
- 1999 : Seven Girlfriends (en)
- 1999 : Futurama (série télévisée) reprise de Psyché Rock du compositeur français Pierre Henry (1967)
- 1999 : Olive, the Other Reindeer (téléfilm)
- 2000 : Strip Mall (série télévisée)
- 2000 : The Michael Richards Show (série télévisée)
- 2001 : The Job (série télévisée)
- 2001 : À la poursuite du diamant de Jeru (The Diamond of Jeru) (téléfilm)
- 2003 : Bookies
- 2003-2005 : Newport Beach (The O.C) (série télévisée)
- 2008-2009 : Le Retour de K 2000 (série télévisée)
- 2011-2015 : Suits : Avocats sur mesure (série télévisée)